# Crkva sv. Luke Evanđelista u Sarajevu
Crkva sv. Luke Evanđelista je katolička župna crkva u Novom Gradu, u Sarajevu. Pripada Vrhbosanskoj nadbiskupiji.

## Povijest
Godine 1991. određeno je da se u Sarajevskom dekanatu osnuje nova župa. Tijekom rata u Bosni i Hercegovini zbog nemogućnosti kretanja, a zbog nepostojanja crkve, u opkoljenom gradu sveta misa se u Novom Gradu održavala u podrumu nebodera u naselju Alipašinom polju. 
S gradnjom crkve Sv. Luke Evanđelista na Alipašinom Polju se započelo 1998., ali radilo se samo na kripti budući da tada još uvijek nije bilo dozvole. Župa je dobila dozvolu za gradnju 2007. te je nakon 1936. i početka izgradnje crkve Sv. Josipa na Marijin dvoru bila prva crkva u Sarajevu koja se gradi s dozvolom. Crkva je posvećena Sv. Luki Evanđelistu, prema prijedlogu kardinala Vinka Puljića. Crkva danas opslužuje oko 2200 vjernika.
Vitraji su posvećeni sv. Leopoldu Mandiću, bl. Ivanu Merzu, sv. Majci Terezi, sv. Nikoli Taveliću, sv. Marku Križevčaninu te sv. Ivanu Pavlu II.

## Vanjske povezice
- Patron sarajevske župe Sv. Luke